# The Miracle Club
The Miracle Club è un film del 2023 diretto da Thaddeus O'Sullivan.
Il film segna l'ultima apparizione cinematografica dell'attrice Maggie Smith.

## Trama
In un sobborgo della Dublino del 1967, le anziane Lily Fox ed Eileen Dunne sono sorprese dal ritorno di Chrissie dopo quasi quarant'anni d'assenza. Le donne, che non hanno mai lasciato Dublino, riescono a realizzare il loro sogno vincendo un viaggio a Lourdes.

## Promozione
Il primo trailer del film è stato pubblicato il 13 aprile 2023. Il primo trailer italiano è stato diffuso l'11 dicembre successivo.

## Distribuzione
La prima del film è avvenuta il 12 giugno 2023 al Tribeca Film Festival. In Italia la pellicola è stata distribuita nelle sale dal 4 gennaio 2024.